# Загоракис, Теодорос
Тео́дорос Загора́кис (греч. Θεόδωρος Ζαγοράκης; 27 октября 1971, Кавала) — греческий футболист, выступавший на позиции опорного полузащитника. Занимает второе место по числу проведенных игр за национальную сборную Греции (120). В настоящее время занимается политической деятельностью. Депутат Европарламента от Греции. С марта 2021 года избран президентом Греческой федерации футбола.

## Карьера в сборной
Загоракис много лет был капитаном сборной Греции. Свой первый матч он сыграл 7 сентября 1994 года против сборной Фарерских островов. 26 апреля 1995 года забил гол в свои ворота в домашнем матче греков против сборной России в рамках отборочного турнира к чемпионату Европы 1996 года, сделав счёт 2:0 в пользу россиян. Сборная России выиграла тот матч — 3:0.
Он сыграл большую роль в победе сборной Греции на чемпионате Европы 2004 года и был назван лучшим игроком турнира. 17 ноября 2004 года он провел свой 100-й матч за национальную команду, а в своей 101-й игре открыл счёт голам за сборную. Загоракису принадлежит рекорд Греции по числу игр за сборную и по количеству игр подряд (он не пропустил ни одного матча национальной команды в течение 12 лет). 22 августа 2007 года он сыграл последнюю игру за сборную в матче против сборной Испании.
С июля 2007 года — президент клуба ПАОК. Занимал эту должность до 2012 года.
В мае 2014 года был выбран депутатом от Греции в Европарламент. В 2019 году был переизбран.
В марта 2021 года избран президентом Греческой федерации футбола.

## Достижения

### Командные
- Чемпион Европы 2004 года
- Обладатель Кубка английской лиги 1999/2000 (в составе «Лестер Сити»)
- Обладатель Кубка Греции 2001/02 (в составе АЕК)

### Личные
- Лучший игрок чемпионата Европы 2004[5]
- Входит в состав символической сборной чемпионата Европы 2004